# Joanna Braun
Joanna Braun (ur. 1942 w Warszawie) – polska scenografka teatralna i telewizyjna.

## Życiorys
Absolwentka Akademii Sztuk Pięknych w Krakowie (studia na Wydziale Malarstwa i Grafiki, dyplom w 1967 na Wydziale Scenografii w klasie prof. Andrzeja Stopki).
Realizowała scenografię w przedstawieniach m.in. w Teatrze Lalki i Maski Groteska w Krakowie, Teatrze im. Jana Kochanowskiego w Opolu, Bałtyckim Teatrze Dramatycznym im. Juliusza Słowackiego w Koszalinie, Teatrze Lalka w Warszawie, Teatrze Ludowym w Krakowie, Teatrze im. Juliusza Słowackiego w Krakowie, Teatrze Polskim we Wrocławiu, Teatrze Animacji w Poznaniu, Teatrze Lalki i Aktora im. Alojzego Smolki w Opolu, Teatrze Lalek Banialuka w Bielsku-Białej oraz w Teatrze Telewizji.
Wykładała kostiumologię i historię kostiumu w Centro Universitario de Teatro na Narodowym Uniwersytecie Autonomicznym Meksyku (1978-1981).

## Nagrody i odznaczenia
- 2001: I Nagroda za scenografię przedstawienia Królowa Śniegu na XX Ogólnopolskim Festiwalu Teatrów Lalek w Opolu
- 2004: Nagroda za scenografię przedstawienia Kopciuszek na XI Międzynarodowych Toruńskich Spotkaniach Teatrów Lalek
- 2005: Nagroda za inscenizację (wraz Krystianem Kobyłką) przedstawienia I odsłoniłam noc na XXII Ogólnopolskim Festiwalu Teatrów Lalek w Opolu
- 2006: Nagroda im. Jana Dormana za twórczość teatralną
- 2006: Nagroda (wraz z Marcinem Jarnuszkiewiczem) za kształt plastyczny przedstawienia Urodziny infantki na I Ogólnopolskim Konkursie na Teatralną Inscenizację Dawnych Dzieł Literatury Europejskiej w Warszawie
- 2012: Srebrny Medal „Zasłużony Kulturze Gloria Artis”[1]
- 2025: Nagroda HENRYK przyznawana za wybitne osiągnięcia artystyczne oraz za całokształt pracy artystycznej w dziedzinie teatru lalek[2]